# IEC 61000-4-5

Fig.1 Forma d'ona del corrent en curtcircuit

IEC 61000-4-5 és una normativa internacional (creada per l'IEC) de compatibilitat electromagnètica que es refereix als requisits d'ìmmunitat, mètodes d'assaig, i rang dels nivells d'assaig recomanats per a fer front a ones de xoc unidireccionals causades per sobretensions transitòries de tipus llampec (atmosfèric) i transitoris de maniobra de connexió/desconnexió de maquinària diversa.És la part 4-5 de la norma IEC 61000 i la darrera versió es pot esbrinar aquí.

## Definicions

Diagrama de circuit simplificat IEC-61000-4-5 del generador d'ones combinades 1.2-50 us

### Transitoris deguts a llampecs
Tipus:
- Impacte directe d'un llamp sobre una línia a l'aire lliure que injecta corrents elevats en els conductors elèctrics.
- Impacte indirecte d'un llamps en ogjectes propers que indueix tensions i corrents en els conductors elèctrics.

### Transitoris deguts a maniobres de connexió/desconnexió
Tipus:
- Perturbacions associades a la connexió/desconnexió de sistemes de gran potència elèctrica.
- Perturbacions associades a la connexió/desconnexió de sistemes de menor potència però en la proximitat dels equips a assajar.
- Perturbacions per defectes de la xarxa elèctrica com són curtcircuits i arcs elèctrics.

## Contingut
La norma IEC 61000-4-5 defineix els següents punts :
- Rang de nivells de l'assaig.
- Equips de l'assaig.
- Muntatge de l'assaig.
- Procediment de l'assaig.

## Nivells de tensió de l'assaig
D'acord amb aquesta norma, el senyal d'ona de xoc té un temps de pujada Tf de 8 microsegons i un temps total Td de 20 microsegons està definit com es pot veure a la figura 1.
| Classe | Nivell de tensió | Corrent màx. de pic @2Ω |
| 0      | 25 V             | 12.5A                   |
| 1      | 500 V            | 250A                    |
| 2      | 1 kV             | 500A                    |
| 3      | 2 kV             | 1000A                   |
| 4      | 4 kV             | 2000A                   |

## Dispositius per a poder superar IEC 61000-4-5
Es poden destacar:
- Varistors
- TVS
- Fusibles rearmables PTC

## Instrumentació per a poder assajar l'IEC 61000-4-5
Es poden trobar:
- Instrumentació d'emtest
- Instrumentació de TESEQ
- Instrumentació Haefely
- Instrumentació Noiseken